# Station Lüdenscheid
Station Lüdenscheid is een spoorwegstation in de Duitse plaats Lüdenscheid.